# Ходули для прыжков

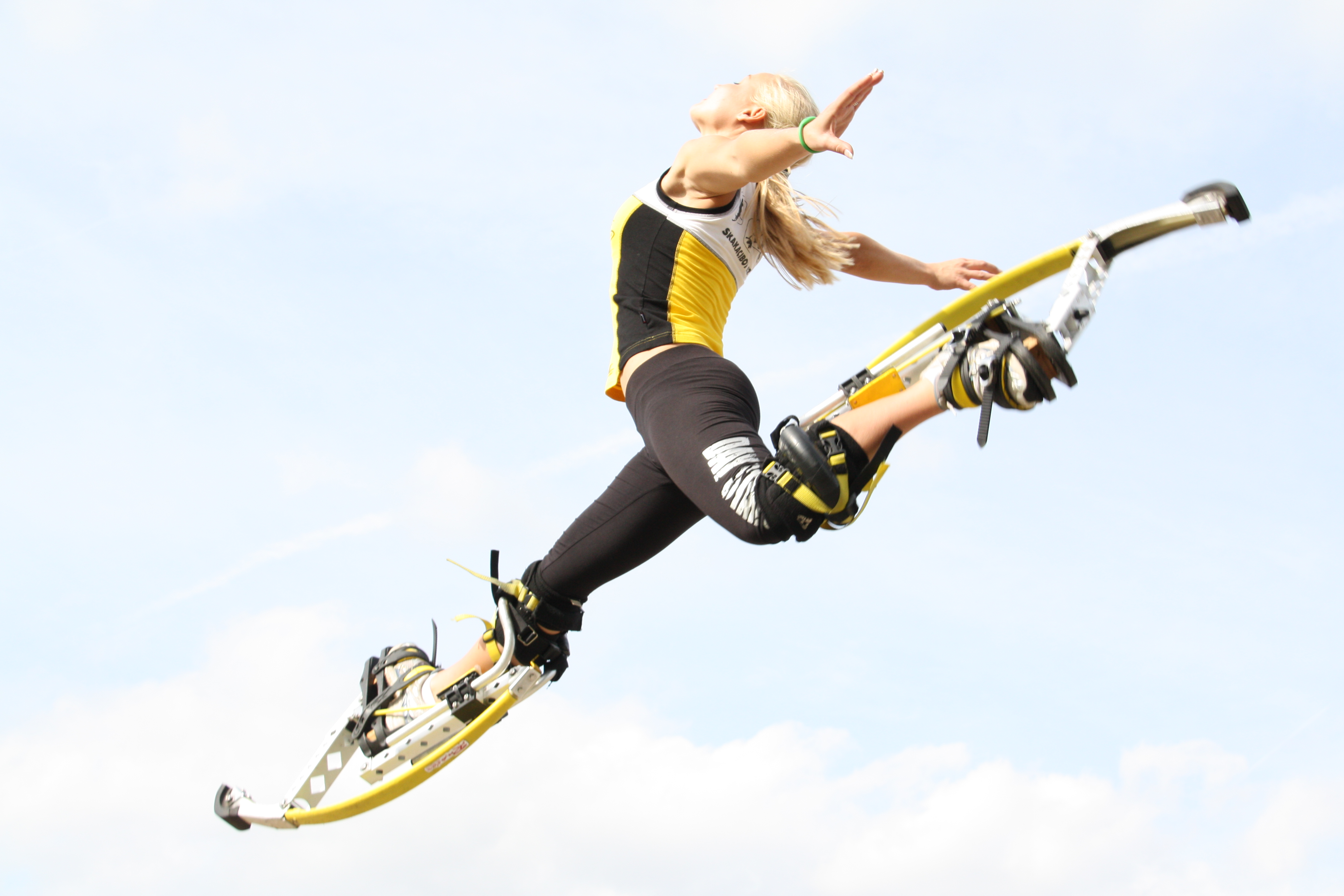
Прыжок с помощью прыжковых ходуль

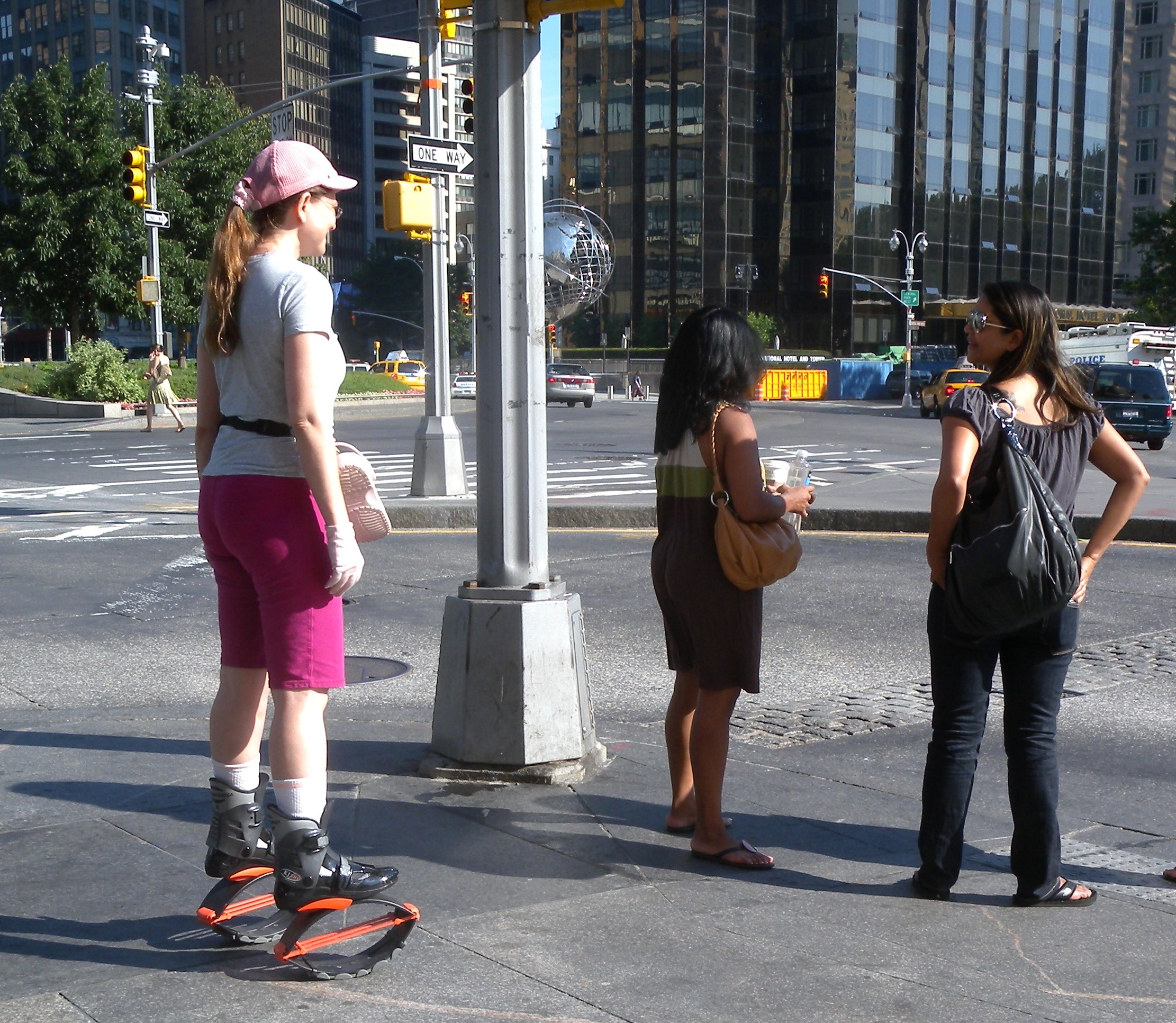
другой вид джамперов

Ходули для прыжков, Прыжковые ходули или Джамперы — пружинящие ходули.
Самая известная модель этих ходулей была запатентована в 2004 году в США Александром Боком под названием PowerSkip, хотя с тех пор существовало несколько других подобных версий. В его честь дисциплина, которая подразумевает использование этих ходулей, называется бокинг или пауэрбокинг, и иногда считается экстремальным видом спорта.

## История

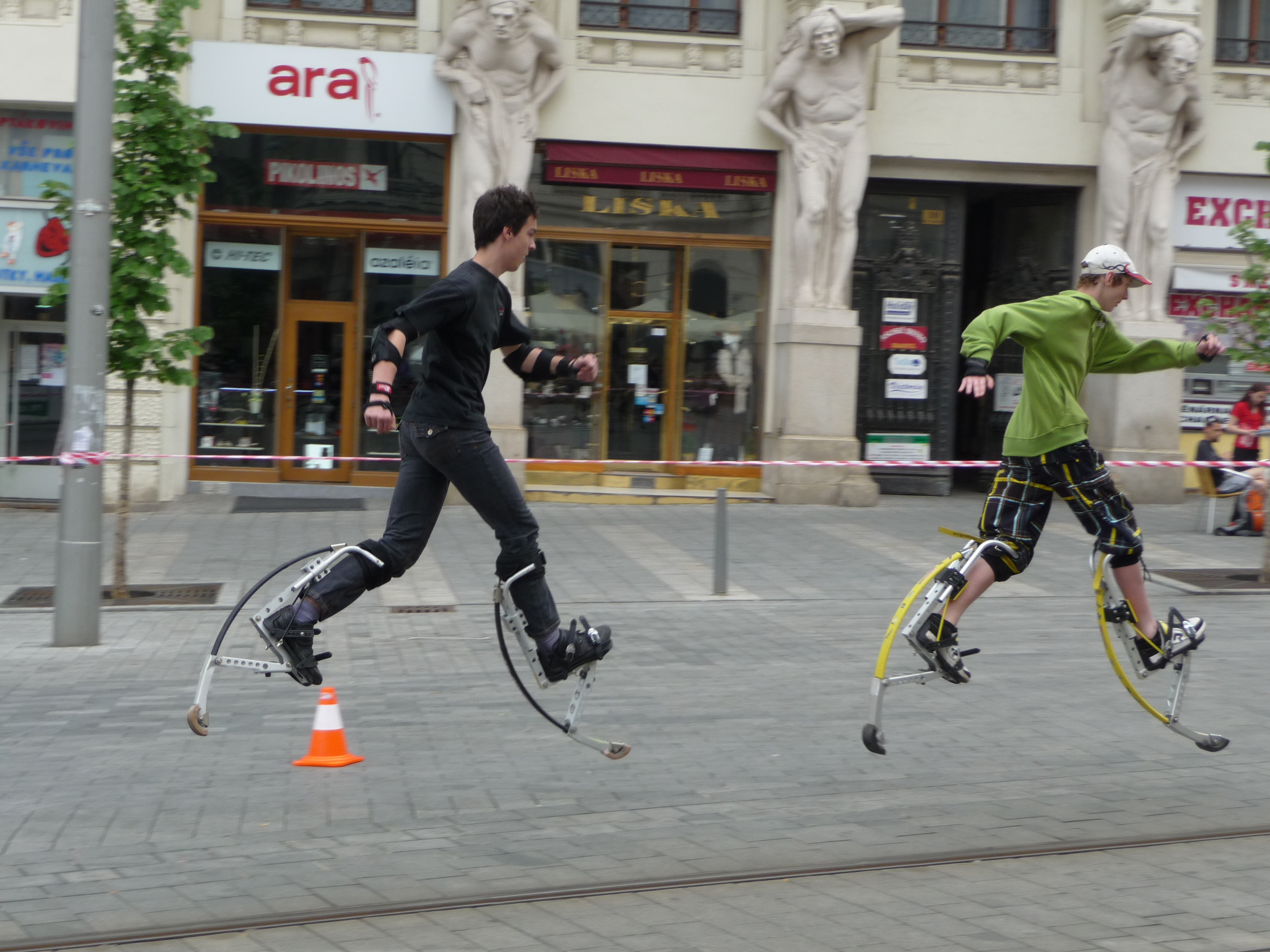

В 1999 году австрийский изобретатель Александр Бок придумал пружинящие ходули, принцип работы которых основан на строении коленей кенгуру. Запатентовав изобретение в 2004 году и назвав его «специальным тренажёром для бега и прыжков», Александр Бок выпустил его на рынок, тем самым положив начало массовому увлечению бегом и прыжками на джамперах.
По имени изобретателя тренажёры назвали боками, их обладателей — бокерами, а сам вид спорта — бокингом (bocking) или пауэрбокингом (powerbocking). Также данный тренажёр называют джамперами (от англ. jumper, jump — прыгать) или джолли джамперами (jollyjumper).
Джамперы состоят из рессоры, прикреплённой к специальной раме, которая закрепляется на ноге человека. Нижняя часть джолли джампера представляет собой резиновую подошву, по форме и размеру напоминающую копыто. Такие пружины-ходули позволяют развивать скорость до 40 км/ч и подпрыгивать до 2 м в высоту.

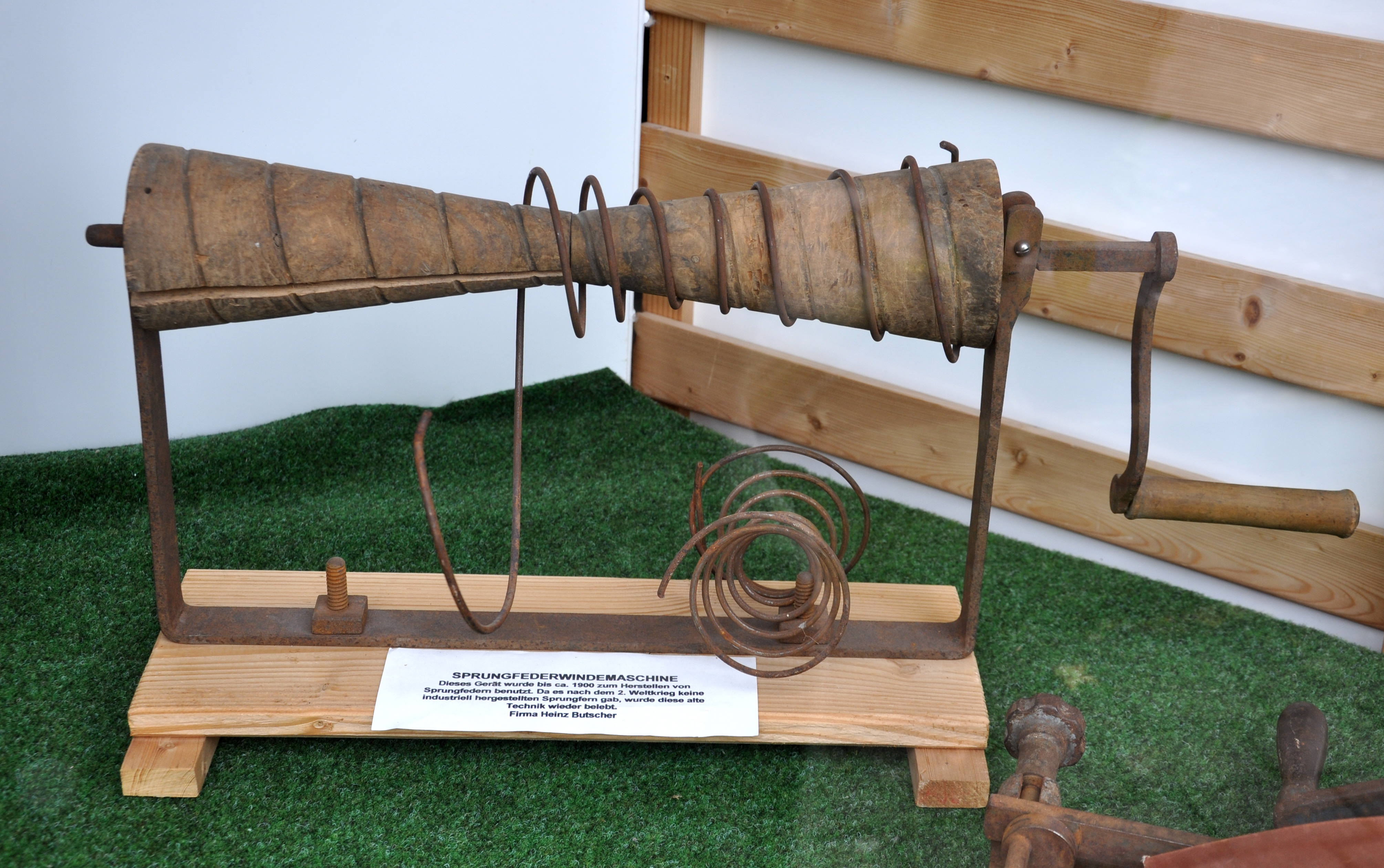
станок для производства пружин, прыгать можно и на обычных пружинах, но ходули для прыжков не похожи на обычные пружины.

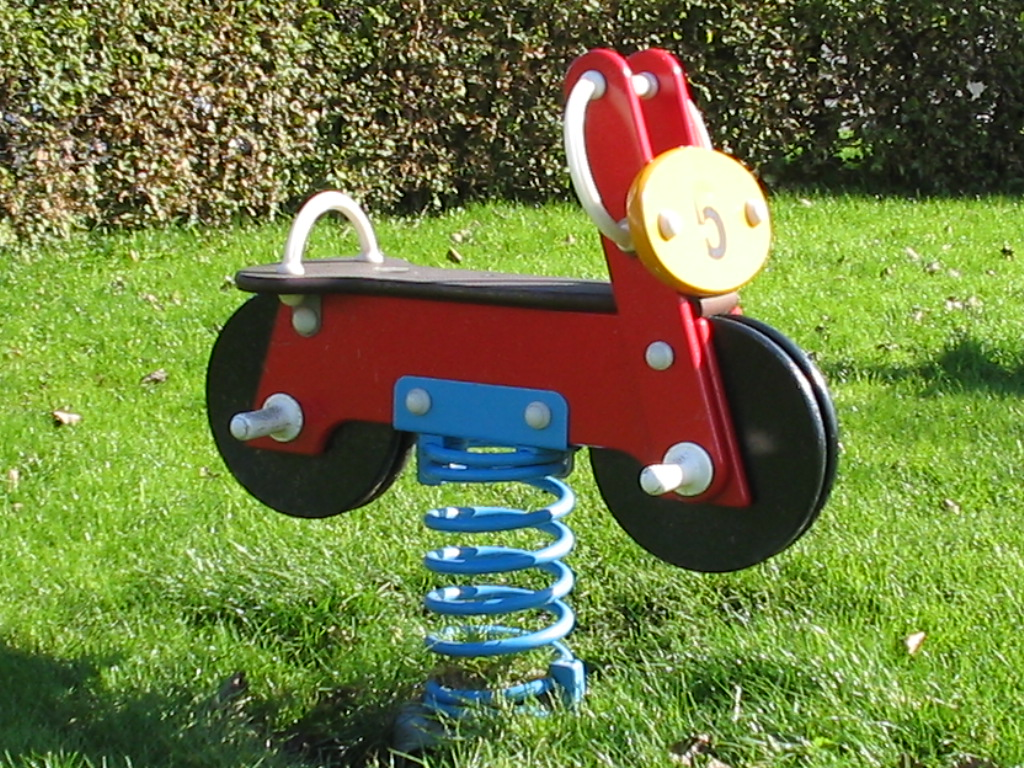
возможно, когда появились первые пружины, люди на них пытались прыгать в высоту

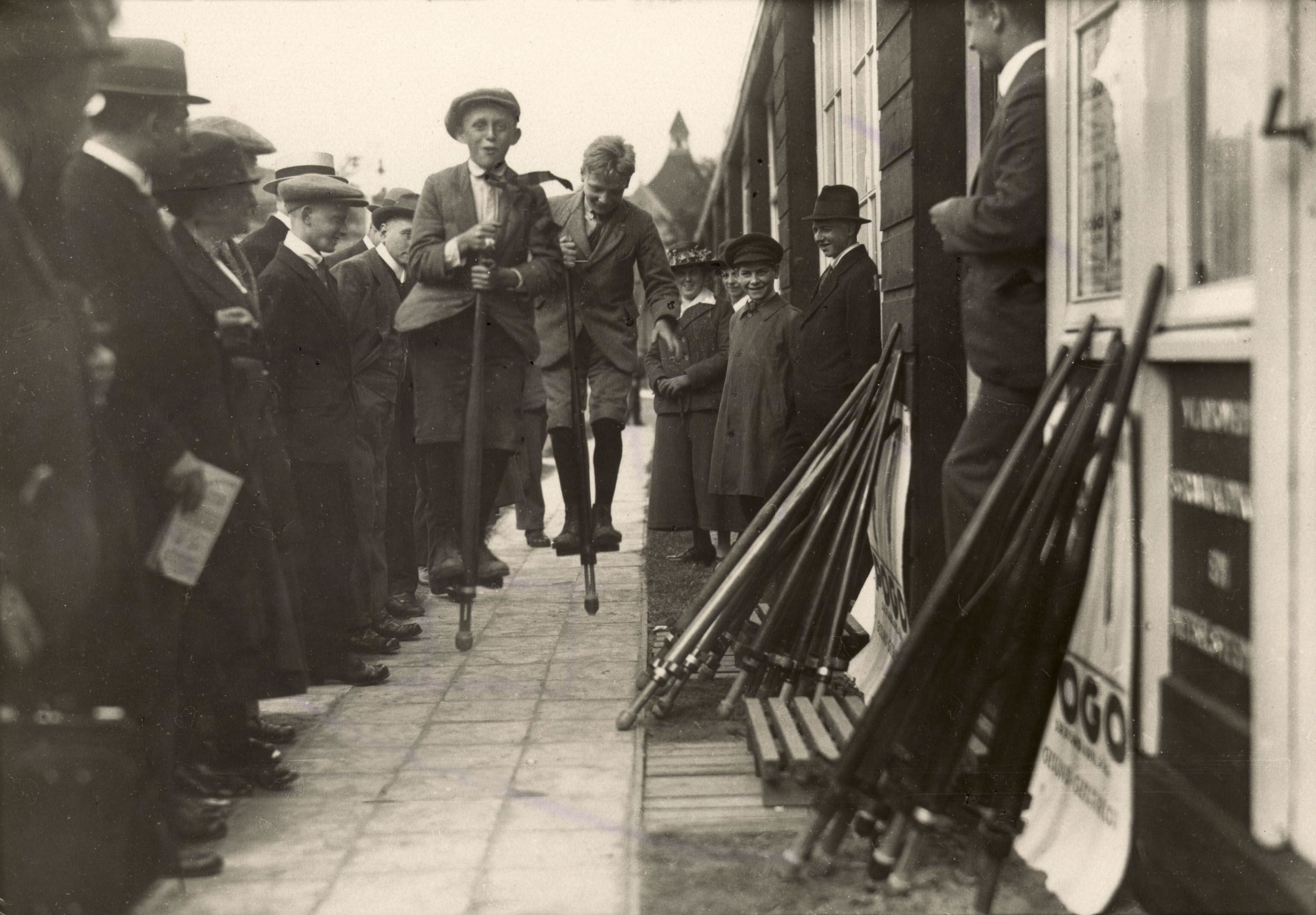
1922 год мальчики прыгают на пого-стик

Прототипы «сапог-скороходов» конструировались и до Александра Бока. В Англии 19 века ходили легенды о Джеке-пружинки-на-пятах, многие считают его реальным человеком. В России была банда попрыгунчики в 1918—1920-е годах, которые тоже прыгали, используя пружины, прикреплённые к обуви и ходули, чтобы напугать своих жертв. В 1954 году профессиональные акробаты из США — Билл Гаффни и Том Уивер, сделали свои «ходули-кузнечики» (Pogo Stilts), которые помогали им совершать прыжки до 3 м в высоту. Однако их изобретение годилось только для профессионального использования, так как было слишком громоздким.
Таким образом, общественное признание получила именно модель Александра Бока — за простоту и легкость в использовании и за отсутствие коптящего двигателя.
Впервые производство сапог-скороходов было налажено в Южной Корее, где устройство выпускалось под первой широко известной торговой маркой Poweriser. Впоследствии был открыт крупнейший вплоть до настоящего времени завод в Китае, выпускающий продукцию для таких известных брендов как FlyingLocust, PoweriZer, FlyJumper, Pro-Jump, Jolly Jumper. Также прыжковые тренажёры производят Австрия и Германия.

## Развитие бокинга

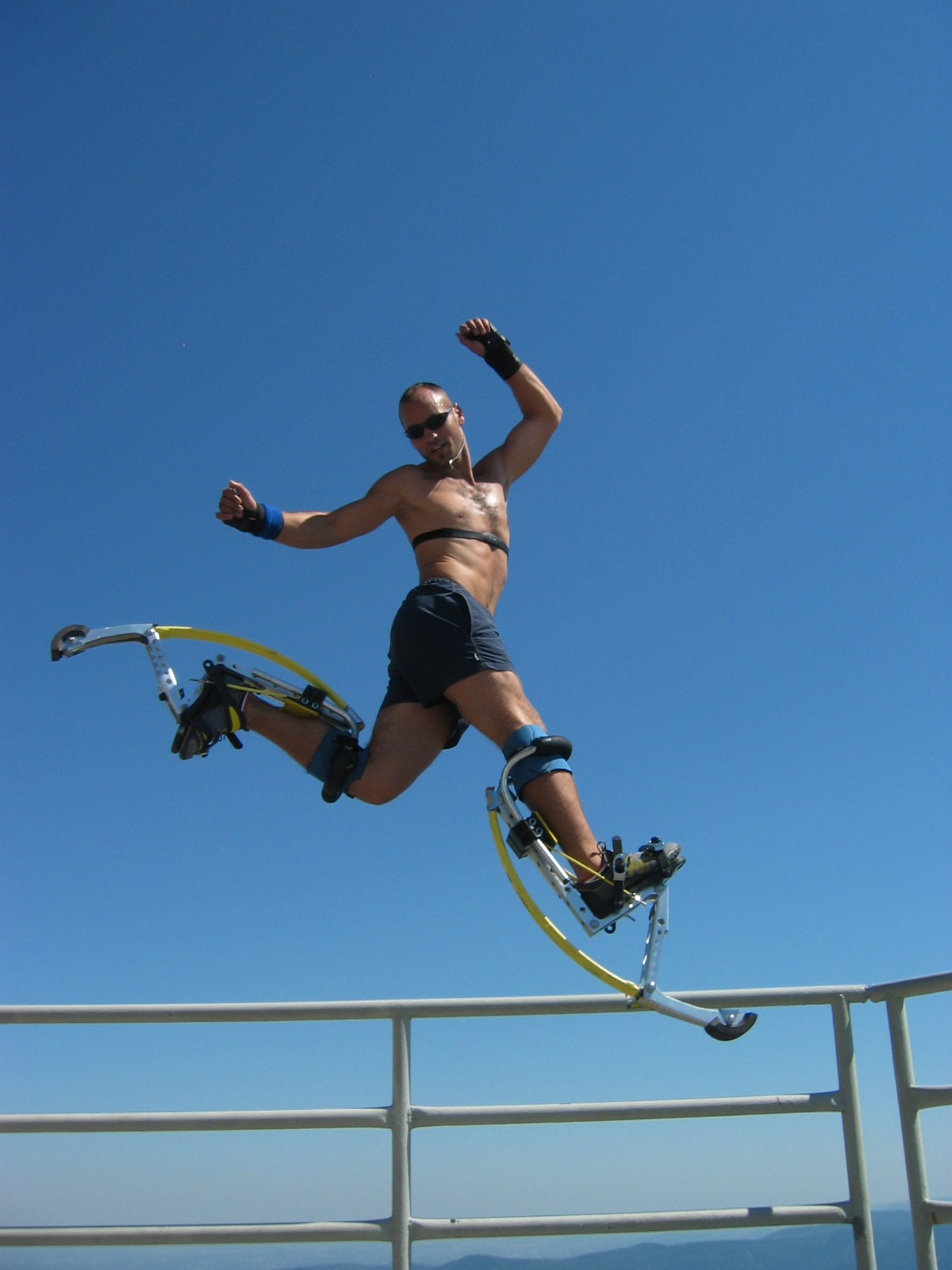
Джамперы

Активнее всего бокинг стал развиваться в Великобритании. Любители бокинга организовывали собственные клубы, интернет-порталы, а также постоянные коллективные выходы на джамперах. Бокерское сообщество Великобритании остаётся самым многочисленным и по сей день.
Затем бокинг получил распространение в остальной Западной Европе, США и России.
В 2008 году на закрытии Олимпиады в Китае акробаты при помощи джамперов демонстрировали головокружительные трюки.
13 сентября 2008 года на Поклонной горе в Москве прошли «Первые московские соревнования по бокингу».
В настоящее время по всему миру продолжают появляться бокерские клубы, а также организовываются слёты бокеров со всей Европы и Америки.

## Риски

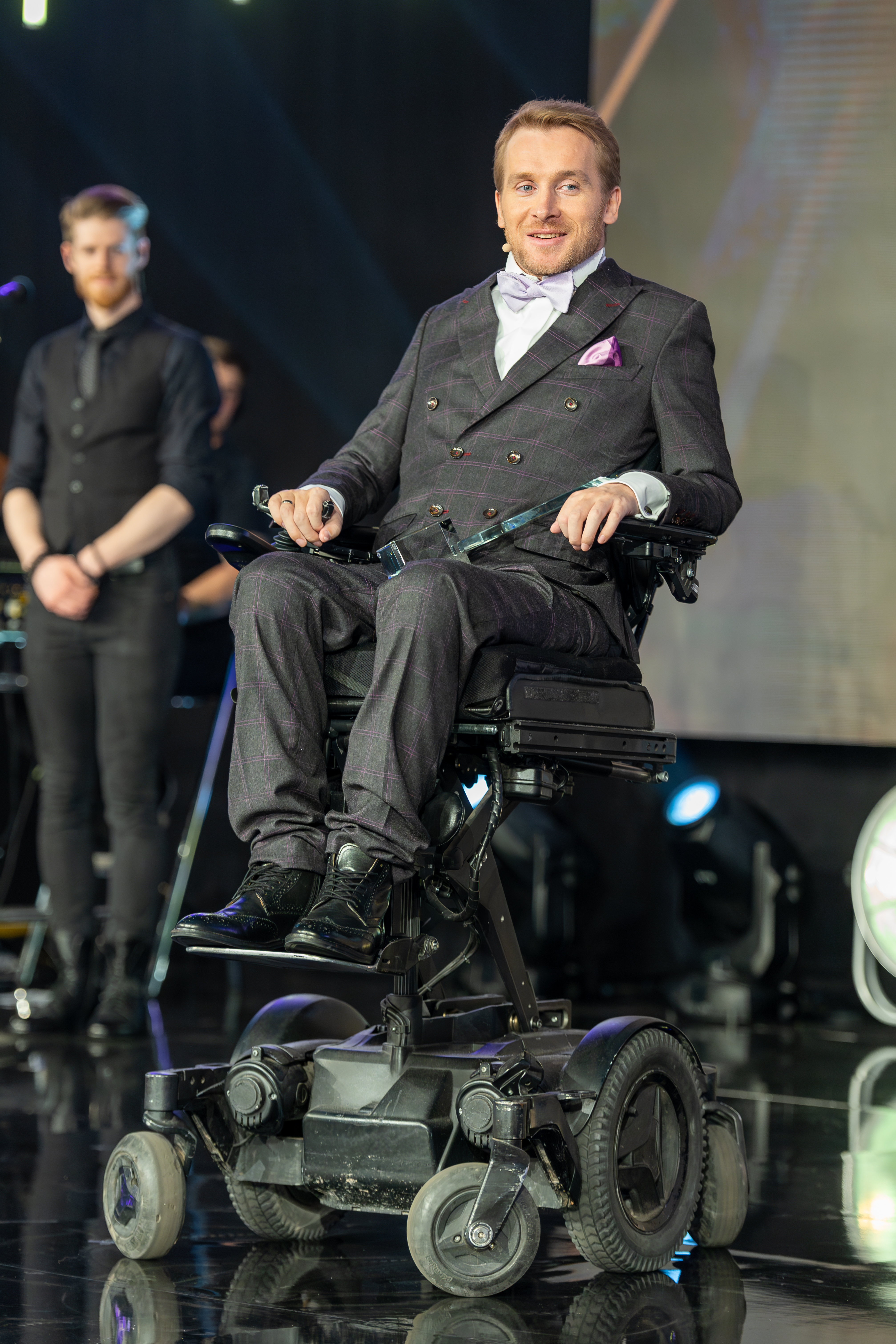
Самуэль Кох в 2023 году, стал парализованный после падения с ходулей для прыжков в 2010 году

Как и при ходьбе на ходулях, при прыжках на ходулях вам придется постоянно двигаться или опираться на стену, чтобы не упасть.
Как и в случае со всеми ходулями, существует риск падения с высоты.
Нужно одевать шлем, налокотники и наколенники, напульсники.
4 декабря 2010 года в телевизионном шоу ZDF «Wetten, dass..?» («Спорим, что») участник Самуэль Кох получил серьёзные травмы, пытаясь сделать сальто через движущуюся машину, стоя на ходулях. Участник получил перелом шейного отдела позвоночника и сдавление спинного мозга, в результате чего он оказался парализованным ниже шеи.